# Scots
Als Scots, auch Lowland Scots oder Lallans, wird eine westgermanische Sprache oder – je nach Terminologie – eine Reihe von englischen Dialekten in Schottland bezeichnet, die im bergigen Südschottland, im Großraum Glasgow-Edinburgh, in einem Landstreifen entlang der Ostküste bis über Aberdeen hinaus sowie auf den Orkney- und den Shetlandinseln beheimatet sind. Der Begriff Lowland Scots oder schottifiziert Lallans bringt den Gegensatz zu den Highlands zum Ausdruck: Diese gehörten bis ins 18. Jahrhundert zum schottisch-gälischen Sprachgebiet (seither wird dort infolge der Highland Clearances englisch, nicht etwa Scots gesprochen), wogegen im zentralen Tiefland seit dem Früh- und Hochmittelalter eine angelsächsische Varietät gesprochen wird. Außerdem wird Scots in den Teilen Nordirlands und Donegals gesprochen, die im 17. Jahrhundert von Schotten besiedelt wurden; hier wird es sowohl von Protestanten als auch von Katholiken gesprochen, aber aus ethnopolitischen Gründen als eine Sprache der protestantischen Bevölkerung gefördert.
Eine Untersuchung des Scotland’s Census ergab 2011 eine Sprecherzahl von ca. 1,5 Millionen Menschen, also ca. 30 % der Einwohner Schottlands. Diese Zahlen sind allerdings stark zu relativieren, da sie auf Eigenaussagen beruhen. Untersuchungen aus dem späten 20. Jahrhundert weisen nach, dass Central Scots, die weitaus größte Dialektgruppe, vor dem Sprachtod steht.
Scots ist vom schottischen Englisch – der heutigen Amts- und Bildungssprache Schottlands – deutlich zu unterscheiden. Manche betrachten das Scots heute als eine Einzelsprache.

## Klassifikation und Status als Dialekt oder Einzelsprache
Scots gehört zum westgermanischen Zweig der germanischen Sprachfamilie und ist eng mit dem britischen Englisch verwandt, wie es in England gesprochen wird, und mit dem schottischen Standardenglisch, wie es in Schottland in Schulen, in den Medien und in vielen Alltagssituationen auch verwendet wird. Durch historische Entwicklungen ist Scots neben seinen germanischen Wurzeln auch durch das Anglonormannische beeinflusst.
Ob Scots eine eigene Sprache ist oder eine Reihe von Dialekten des Englischen, ist Gegenstand einer politischen, literarischen und sprachwissenschaftlichen Debatte. Die Sprachwissenschaft ist sich einig, dass Scots im 15. und 16. Jahrhundert eine eigene Sprache war, denn sie war die Sprache der herrschenden Oberschicht in Schottland, wurde in Regierung und Justiz verwendet und es gab eine standardisierte, schriftliche Form des Scots. Scots war zu dieser Zeit auch eine wichtige literarische Sprache.
Seit dem 17. Jahrhundert ist Scots jedoch zunehmend durch das britische Englisch und das schottische Standardenglisch verdrängt worden und durch diese beiden inzwischen in Schottland und in den Medien dominierenden Varianten des Englischen stark beeinflusst. Der Linguist Robert McColl Millar, selbst ein Scots-Sprecher, beschreibt den Wandel, den Scots durchläuft, als einen Prozess der Dialektalisation, d. h. eine einst klar abgegrenzte Einzelsprache gerät unter den Einfluss einer eng verwandten Sprache mit politischer, wirtschaftlicher und kultureller Macht. Als Beispiele nennt McColl Millar Niederdeutsch und Hochdeutsch, Okzitanisch und Französisch sowie Sardisch und Italienisch, die ebenfalls ähnliche Prozesse durchlaufen haben. Die Konzepte hinter diesem Prozess sind durch den Linguisten Heinz Kloss unter den Termini Abstand und Ausbau beschrieben worden. Als Resultat einer Dialektalisation verliert die Sprachvariante ihren Status als Einzelsprache; eine standardisierte schriftliche Form, die von Bildungs- und Verwaltungsinstitutionen unterstützt wird, geht verloren.
Viele Linguisten betrachten heute die Situation in Schottland als Kontinuum, mit schottischem Standardenglisch, wie es in Bildung und Medien gebraucht wird, an dem einen Ende, und Scots, wie es in Alltagssituationen und innerhalb der Familie verwendet wird, am anderen Ende. Inzwischen gibt es verschiedene Bemühungen in Schottland und Nordirland, Scots zu fördern. Dazu zählen Förderungen des Scots in Regierung und Bildungssystem und die Aktivitäten von Sprachgesellschaften wie die Scots Language Society und die der Cross-Party Group on the Scots Language sowie Parteien wie die Scottish National Party.  Ob diese Maßnahmen der Sprachplanung ausreichen, um das Verschwinden des Broad Scots, des traditionellen ländlichen Scots mit breiter Aussprache und eigenem Wortschatz, aufzuhalten, ist unklar. Denkbar ist, dass Scots in der traditionellen Form verschwindet, aber vor allem urbane Varianten des Scots, die näher am Englischen sind, erhalten bleiben.

## Geschichte

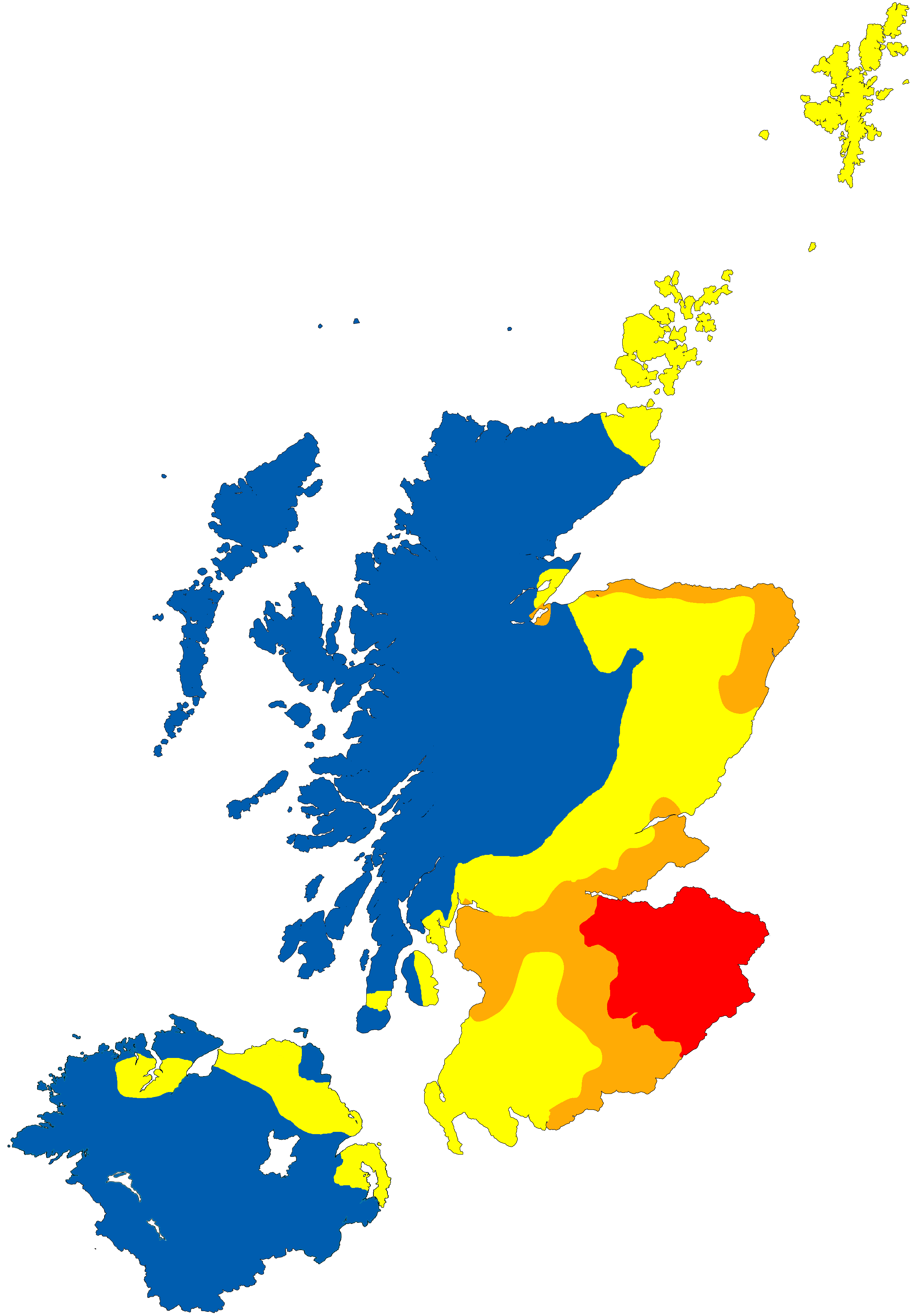
Ausbreitung von Scots in Schottland, Nordirland und Donegal. Rot: Nördliches Angelsächsisch im 9. Jahrhundert; rot und orange: Early Scots, auch Inglis oder Yinglis genannt, im 15. Jahrhundert; rot, orange und gelb: heutiges Scots.

Scots geht auf die nördliche Variante der angelsächsischen Sprache des Königreiches Northumbria (Nordhumbrisch) zurück. 638 fielen die Angeln in Schottland ein und brachten den nördlichen Dialekt des Angelsächsischen mit. Bis heute bestehen Gemeinsamkeiten zu den von der Sprache der Angeln geprägten nordostenglischen Dialekten wie Geordie. Seit dem 3. Jahrhundert siedelten die Gälisch sprechenden Scoten – von Irland kommend – im westlichen Schottland und prägten mit ihrer Sprache das Angelsächsische mit. Neben diesem war Gälisch bis zum 10. Jahrhundert als Adels- und Verwaltungssprache dominant. In der Wikingerzeit im 8.–10. Jahrhundert wurde vor allem die Phonologie des Scots durch den altnordischen Spracheinfluss geprägt. Während es den skandinavischen Siedlern des Danelag nicht dauerhaft gelang, das nördliche Northumbria unter ihre Kontrolle zu bringen, konnte der schottische König Konstantin II. mit den Schlachten von Corbridge 912 und 918 die Region endgültig Schottland eingliedern. Durch diese Entwicklungen und Ansiedlungen ist im Scots wie auch in den nordenglischen Dialekten, der altnordische Spracheinfluss größer als in südenglischen Dialekten, die vom Französischen mitgeprägt wurden.
Die angelsächsische Sprache des südlichen Schottland, die seit dem 12. Jahrhundert unter den Einfluss des Mittelenglischen geriet, wurde von ihren Sprechern Inglis genannt. Im Südosten der Lowlands verdrängte diese Sprache allmählich das schottische Gälisch und die britannische Sprache des ehemaligen, im 10. Jahrhundert ebenfalls von Schottland eroberten Königreichs Strathclyde, Kumbrisch, die im 11. Jahrhundert endgültig ausstarb.
Die Sprachgrenze zum schottischen Gälisch verlief bis zum 13. Jahrhundert entlang des Firth of Forth. Ab Ende des 13. Jahrhunderts verbreitete sie sich weiter ins Landesinnere Schottlands und zwar vor allem durch die burghs, proto-urbane Institutionen, die erstmals unter König David I. (1124–1153) errichtet worden waren. Deren Bewohner waren größtenteils eingewanderte Engländer (besonders aus Northumbria und Huntingdonshire), Flamen und Franzosen. Während die militärische Aristokratie des Landes Gälisch und normannisches Französisch sprach, scheinen diese kleine städtischen Gemeinschaften am Ende des 13. Jahrhunderts Inglis als lingua franca verwendet zu haben.
Als Ergebnis der schottischen Unabhängigkeitskriege unter William Wallace und Robert the Bruce musste die Inglis sprechende Bevölkerung von Lothian jedoch die schottische Herrschaft und die schottische Identität akzeptieren. Gleichzeitig gewann die englische Sprache im 14. Jahrhundert gegenüber dem Französischen, dessen Gebrauch am schottischen Königshof immer mehr verschwand, an Prestige und wurde zur vorherrschenden Sprache im größten Teil von Süd- und Ostschottland sowie im Gebiet um Aberdeen.
Neben dem Alt- und Mittelenglischen, dem Altnordischen und dem Gälischen nahmen auch das Niederländische und Mittelniederdeutsche durch Handel und Einwanderung aus diesen Gebieten Einfluss auf das Scots. Romanischer Einfluss kam auch durch das Latein der Kirche und des Rechtswesens, normannisches und Pariser Französisch infolge der Auld Alliance mit dem Königreich Frankreich. Insgesamt ist der normannisch-französische Einfluss im Scots, der mit der normannischen Eroberung im 11. Jahrhundert auf die Inseln kam und mit der normannisch-englischen Oberhoheit im Tiefland Ende des 11. und Anfang des 12. Jahrhunderts nur kurzzeitig den Süden Schottlands erreichte, deutlich geringer als in der Sprache Englands.
Der schottische Königshof und der Adel waren – abgesehen vom begrenzten Einfluss des normannischen Französisch im 13. und 14. Jahrhundert – lange Zeit zweisprachig mit Gälisch und Inglis und gingen dann komplett zum letzteren über. Am Ende des Mittelalters war Gälisch fast komplett in die Highlands und auf die Inseln zurückgedrängt worden, auch wenn einige Orte in Galloway und Carrick bis ins 17. oder 18. Jahrhundert gälischsprachig waren. Im späten 14. Jahrhundert ersetzte Inglis auch Latein als Sprache von Verwaltung und Literatur. Erst zu Beginn des 16. Jahrhunderts wurde die Sprache als Scots bezeichnet, während das bisher so benannte Gälisch nun zunehmend als Erse („Irisch“) bezeichnet wurde. In der schottischen Reformation spielte die Verwendung von Scots als Schriftsprache und Liturgiesprache der Church of Scotland eine bedeutende Rolle.
Der Prozess der Ausbreitung von Scots setzte sich auch nach der Union mit England 1603 ins nordirische Ulster und im Osten Schottlands fort, wobei nicht nur Gälisch weiter in die Highlands zurückgedrängt wurde, sondern auch die ehemalige nordische Sprache der Orkneys und Shetlands Norn im 18. Jahrhundert verschwand.

Regionaler Anteil der Bevölkerung in Schottland, die nach dem Zensus 2011 noch Scots sprechen kann (für Ulster Scots in Nordirland und Gälisch siehe Karten in den Artikeln).

Mit der Ausbreitung des Buchdrucks von England her im 16. Jahrhundert, aber besonders mit der Personalunion Schottlands und Englands 1603 breitete sich das eher an der Schriftsprache Englands orientierte, aber mit Einflüssen des Scots durchsetzte schottische Englisch aus, das als Hoch- und Schriftsprache Verbreitung fand.
Im Zuge der stärkeren Oberhoheit Englands seit der Realunion zur Bildung Großbritanniens 1707 und mit der Urbanisierung im Zuge der Industrialisierung seit Ende des 18. Jahrhunderts setzte in Schottland eine stärkere sprachliche Anglisierung ein, besonders in den südlichen industriellen Zentren. Einige Dichter verwendeten und pflegten weiterhin Scots und bemühten sich um 19. Jahrhundert um eine Renaissance der Sprache. Während praktisch die gesamte Bevölkerung Schottlands heute (schottisches) Englisch auf muttersprachlichem Niveau beherrscht, geben etwa 30 % an, daneben auch Scots sprechen zu können, der Anteil der Gälisch-Sprecher ist noch geringer. Heute verwenden oft dieselben Sprecher je nach sozialer Situation das hochsprachliche schottische Englisch und das „volkstümliche“ Scots nebeneinander.

## Geografische Verteilung

### Offizieller Status
Scots wird einerseits als Dialekt(gruppe) des Englischen oder andererseits auch als eigene Sprache eingestuft. Scots wurde bis zur Union mit England 1707 als Amtssprache benutzt.
Das Vereinigte Königreich hat Scots als eine Regionalsprache im Rahmen der Europäischen Charta der Regional- oder Minderheitensprachen anerkannt.
In Nordirland gewinnt Ulster Scots seit den 1990er Jahren im Zuge des Friedensprozesses einen neuen Status. Da der katholisch-republikanischen Bevölkerung eine erweiterte Anerkennung des Irischen eingeräumt wurde, bestand die protestantisch-unionistische Seite auf eine Gleichstellung ihrer besonderen Sprache, die dadurch plötzlich einen brisanten politischen Stellenwert annahm.

### Dialekte und Soziolekte

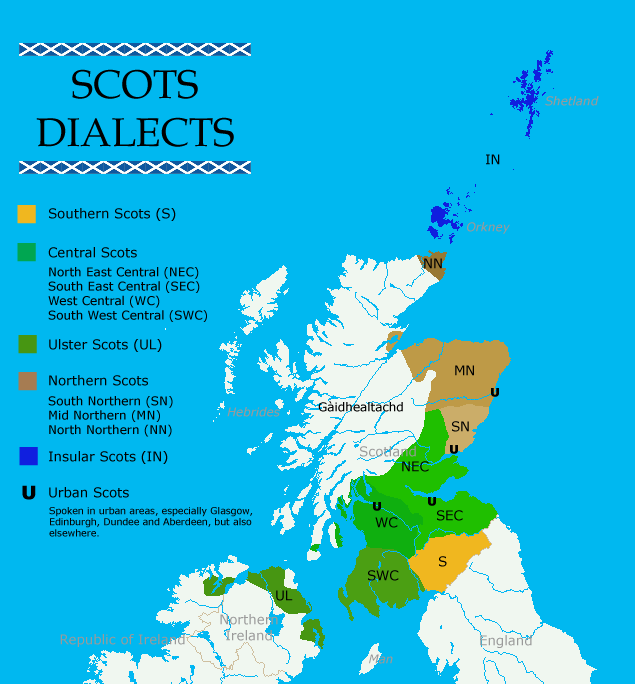
Verbreitung der Dialekte des Scots.

Scots wird in mindestens fünf Dialektgruppen unterteilt:
- Insular Scots: die Dialekte der Orkneys und Shetlands (Shetlandic, Shaetlan), die sich seit dem 15. Jahrhundert aus dem Lowland Scots und dem im 19. Jahrhundert ausgestorbenen, norwegisch basierten Norn entwickelt haben
- Northern Scots: die Dialekte Nordostschottlands, wobei Mid Northern Scots oder Northeast Scots den volkstümlichen Namen Doric hat
- Central Scots: die Dialekte in Mittel- und Südwestschottland
- Southern Scots: die Dialekte im Grenzgebiet, d. h. der Borders
- Ulster Scots: in Nordirland und Donegal gesprochene Dialekte (Ullans), die sprachwissenschaftlich betrachtet als Unterdialekt des Mittelschottischen gelten

Am besten haben sich die traditionellen, das heißt ein in sich kohärentes autonomes Laut- und Formensystem und einen autonomen Wortschatz aufweisenden Dialekte im Nordosten und auf den Inseln erhalten, wogegen die Mundarten Mittel- und Südschottlands stark – wenn auch in verschiedenem Grade – anglisiert sind. So sind die Stadtmundarten von Aberdeen, Dundee, Edinburgh und Glasgow zwar durchaus Scots-basiert, aber stark vom schottischen Englisch sowie von generell britischen Stadtmundart-Merkmalen durchdrungen. Das traditionelle Schottisch wird gerne als Braid/Broad Scots, das mehr anglisierte als Urban Scots bezeichnet.
Eine standardisierte, überdialektale Form hat es seit dem Untergang der schottischen Schriftsprache des Mittelalters nie mehr gegeben. Für die Schreibweise der Mundarten gibt es zwar einige Konventionen, die aber unterschiedlich eingehalten werden; ansonsten kann sie je nach Schreibendem weitgehend phonetisch sein. Mit anderen Worten: Wer Scots schreibt, schreibt entsprechend seinen eigenen Sprachgewohnheiten.

## Phonetik und Phonologie
Da es heute kein standardisiertes Scots im Sinne einer Hochsprache gibt, sondern Scots in viele regionale Varianten zerfällt, ist es nicht möglich, die Konsonanten und Vokale von Scots zu beschreiben, ohne auf die regionalen Varianten einzugehen oder stark zu vereinfachen. Während die Konsonanten in den Dialekten des Scots im Wesentlichen gleich sind, herrscht bei den Vokalen eine große Variation vor. Im Folgenden werden die Konsonanten und Vokale anhand des Beispiels von urbanem Scots vorgestellt, aber gleichzeitig auch auf andere regionale Variationen kurz eingegangen.

### Konsonanten
Ein großer Teil der Konsonanten des Scots stimmen mit den Konsonanten des britischen Englisch überein, es gibt jedoch einige Eigenheiten des Scots, die man im britischen Englisch nicht oder nur in Ausnahmen findet, speziell die Konsonanten /x/ und /ʍ/ sowie die Aussprache des r-Lauts.
|                        | bilabial | bilabial | labio- dental | labio- dental | dental | dental | alveolar | alveolar | post- alveolar | post- alveolar | retroflex | retroflex | palatal | palatal | velar | velar | uvular | uvular | pha- ryngal | pha- ryngal | glottal | glottal |
| ---------------------- | -------- | -------- | ------------- | ------------- | ------ | ------ | -------- | -------- | -------------- | -------------- | --------- | --------- | ------- | ------- | ----- | ----- | ------ | ------ | ----------- | ----------- | ------- | ------- |
| stl.                   | sth.     | stl.     | sth.          | stl.          | sth.   | stl.   | sth.     | stl.     | sth.           | stl.           | sth.      | stl.      | sth.    | stl.    | sth.  | stl.  | sth.   | stl.   | sth.        | stl.        | sth.    |         |
| Plosive                | p        | b        |               |               |        |        | t        | d        |                |                |           |           |         |         | k     | g     |        |        |             |             | ʔ       |         |
| Nasale                 |          | m        |               |               |        |        |          | n        |                |                |           |           |         |         |       | ŋ     |        |        |             |             |         |         |
| Vibranten              |          |          |               |               |        |        |          | r        |                |                |           |           |         |         |       |       |        |        |             |             |         |         |
| Taps/Flaps             |          |          |               |               |        |        |          | ɾ        |                |                |           | ɽ         |         |         |       |       |        |        |             |             |         |         |
| Frikative              |          |          | f             | v             | θ      | ð      | s        | z        | ʃ              | ʒ              |           |           |         |         | x, ʍ  |       |        |        |             |             | h       |         |
| Affrikate              |          |          |               |               |        |        |          |          | t͡ʃ             | d͡ʒ             |           |           |         |         |       |       |        |        |             |             |         |         |
| Approximanten          |          |          |               |               |        |        |          | ɹ        |                |                |           | ɻ         |         | j       |       | w     |        |        |             |             |         |         |
| laterale Approximanten |          |          |               |               |        |        |          | l        |                |                |           |           |         |         |       |       |        |        |             |             |         |         |

Scots zeichnet sich durch einige typische Charakteristika aus, an denen man Scots auch als Außenstehender gut erkennt: Auffällig im Vergleich zum britischen Englisch ist zum einen die Verwendung des Frikativs /x/, den deutsche Sprecher etwa im Auslaut von Dach kennen. Im traditionellen Scots kommt er sowohl in germanisch- als auch in keltischstämmigen Wörtern vor. Zu den Wörtern mit einem /x/ germanischen Ursprungs gehören beispielsweise Dochter (dt. „Tochter“), laich (dt. „niedrig liegendes Land“), fecht („kämpfen“; vgl. dt. fechten) und brocht (dt. „brachte“). Den /x/-Laut kannte auch noch das Mittelenglische, weshalb ihm noch heute im Englischen oft ein geschriebenes ‹gh› entspricht (vergleiche doughter, fight, brought), das im Neuenglischen aber entweder stumm oder aber zu /f/ geworden ist. Das keltische /x/ tritt hauptsächlich in Ortsnamen auf, wie etwa Clochmabenstane (in Dumfriesshire). Im Nordosten verschmilzt /x/ und /t/ zu /θ/, so dass das Scots-Äquivalent zum englischen daughter (dt. „Tochter“) im Nordosten dother lautet. In urbanen Dialekten des Scots taucht /x/ wesentlich seltener auf, hier verwenden Sprecher eher anglisierte Formen ohne /x/. Ausnahmen können feste Ausdrücke sein, wie etwa it's a sair fecht (dt. „es ist ein harter Kampf“). Viele Scots-Sprecher, speziell in der Gegend von Glasgow, verwenden jedoch zunehmend in vielen Scots-Wörtern /k/ statt /x/.
Ein weiteres Charakteristikum von Scots ist, dass es rhotisch ist, d. h. im Gegensatz zur Standardaussprache des britischen Englisch, der Received Pronunciation, wird in Scots der r-Laut in allen Positionen des Wortes ausgesprochen und bleibt nicht manchmal stumm, wie in part oder car im britischen Englisch. Als r-Laut in Scots ist der alveolare Tap [ɾ] typisch, aber man findet auch andere Aussprachen wie ein uvularer r-Laut, den man auch in westdeutschen Dialekten findet. Bei stärkerem englischen Einfluss verwenden Scots-Sprecher auch postalveolare Approximanten [ɹ].
Traditionelle und urbane Dialekte von Scots verwenden für <th> die Laute /θ/ und /ð/, wie man sie auch aus dem Englischen kennt. In den traditionellen Dialekten auf Shetland werden diese Konsonanten aber durch /t/ und /d/ ersetzt: ting (engl. thing, dt. „Ding“) und widder (engl. weather, dt. „Wetter“). In urbanen Regionen, insbesondere in der Arbeiterklasse, breitet sich das Phänomen des f-frontings aus, die Ersetzung von /θ/ durch /f/, das auch im Südosten weit verbreitet ist.
In traditionellen Scots-Dialekten wird <wh> auch noch durch den stimmlosen labiovelaren Frikativ /ʍ/ realisiert, der in urbanen Regionen aber zunehmend dem im Englischen üblichen labialisierten stimmhaften velaren Approximant /w/ weichen muss. Diese Entwicklung ist vergleichbar mit Dialekten in England, in denen /ʍ/ auch auf dem Rückzug ist und nur von Sprechern traditioneller Varianten noch verwendet wird.
Vor allem für urbanes Scots in der Glasgow-Region ist typisch, dass [t] in Wortmitte oder am Wortende durch den Glottalstop [ʔ] ersetzt wird. Dieses Phänomen ist gleichzeitig auch im ländlichen Nordosten verbreitet.

### Vokale
Modernes urbanes Scots und schottisches Standardenglisch haben dasselbe Inventar an Vokalen:
|                  | vorne | vorne | fast vorne | fast vorne | zentral | zentral | fast hinten | fast hinten | hinten | hinten |
| ung.             | ger.  | ung.  | ger.       | ung.       | ger.    | ung.    | ger.        | ung.        | ger.   |        |
| geschlossen      | i     |       |            |            |         | ʉ       |             |             |        |        |
| fast geschlossen |       |       | ɪ          |            |         |         |             |             |        |        |
| halbgeschlossen  | e     |       |            |            |         |         |             |             |        | o      |
| mittel           |       |       |            |            | ə       | ə       |             |             |        |        |
| halboffen        | ɛ     |       |            |            |         |         |             |             | ʌ      | ɔ      |
| fast offen       |       |       |            |            |         |         |             |             |        |        |
| offen            | a     |       |            |            |         |         |             |             |        |        |

Neben den reinen Vokalen hat das Scots mehrere Diphthonge: /əi, ae, oe, ʌʉ/.
Vergleicht man Scots, schottisches Englisch und Received Pronunciation (RP) miteinander, wird eine große Vokalvariation deutlich, d. h. in vielen Worten, die in den drei Sprachvarianten ähnlich auftauchen, werden andere Vokale verwendet. Dies wird in der Linguistik anhand von Schlüsselwörtern oder lexical sets verdeutlicht, wie z. B. die Folgenden:
| Schlüsselwort       | (Urbanes) Scots | Schott. Englisch | RP |
| ------------------- | --------------- | ---------------- | -- |
| BOOT                | ɪ               | ʉ                | u  |
| OUT                 | ʉ               | ʌʉ               | aʊ |
| COAT                | o               | o                | əʊ |
| START               | ɛ               | a                | a  |
| LOUP (engl. ‘jump’) | ʌʉ              | (ʌʉ)             | -  |

Bei der Darstellung der Vokale des Scots muss man beachten, dass im Gegensatz zu den Konsonanten hier eine erhebliche, auch für Scots-Sprecher deutlich wahrnehmbare Variation herrscht. Scots-Wörter, die z. B. im urbanen Glasgow mit einem bestimmten Vokal realisiert werden, können in anderen Regionen des schottischen Lowlands oder im Insel-Scots völlig anderes realisiert werden. Die Scots-Äquivalente des englischen moon und school sind z. B. /min/ im Nordosten und Caithness sowie /skil/ in Caithness und /skwil/ im Nordosten. In einer südlicheren Gegend, in Angus und dem südlichsten Teil von Kincardineshire, werden diese Wörter mit /e/ ausgesprochen, während man in ländlichen Gegenden von Angus sowie auf Orkney und Shetland möglicherweise noch den gerundeten vorderen Vokal /y/ hören kann.
Betrachtet man zusätzlich zum urbanen Scots die traditionellen Dialekte des Scots, so gehören zum Scots noch weiterer Vokale, die man so im urbanen Scots nicht mehr und auch im britischen Englisch nicht findet, so /ø/ und das schon erwähnte /y/, beide meist <ui> geschrieben. Diese beiden Vokale tauchen vor allem im Insular Scots auf, das auf den Inseln Orkney und Shetland gesprochen wird, und zwar in Wörtern wie buit (engl. boot, dt. Stiefel). Diese Vokale sind sonst meist zu /ɪ/ und /e/ entrundet; ein Beispiel ist muin (Mond), je nach Dialekt gesprochen /møn/ oder entrundet in Central Scots /men/, im Nordosten Schottlands /mɪn/.

### Scottish Vowel Length Rule
Eines der auffälligsten Merkmale des Scots ist die Vokallänge, die abhängig von ihrer Umgebung variiert. Dieses Verhalten wird als Scottish Vowel Length Rule bezeichnet und erstmals von John Aitken formuliert: Ein Vokal ist lang, wenn er von einem stimmhaften Frikativ oder /r/ gefolgt ist oder wenn der Vokal am Ende eines Morphems steht. Deshalb ist der Vokal in fate in Scots kürzer als in afraid und tea hat einen längeren Vokal als team. Besonders auffällig ist dies bei dem Paar tied/tide, die in den meisten Varianten des Englischen Homophone sind, aber in Scots ist der Vokal in tied deutlich länger als in tide. Die Scottish Vowel Length Rule scheint im Norden weniger verbreitet zu sein als im Süden, was Linguisten als Indiz betrachten, dass diese Veränderung in der Vokalaussprache in Zentralschottland begann und sich noch in die nördlichen Regionen und die Inseln ausbreitet.

### Beispiele
Scherzend lassen die Schotten gerne englische Besucher folgenden Satz probieren, in dem der für Engländer unbekannte und damit schwierige /x/-Laut mehrfach vorkommt, der in der Orthografie meist als <ch> wiedergegeben wird: It’s a braw bricht muin-licht nicht the nicht („Heute abend ist der Mondschein schön hell!“, wörtlich: „Es ist eine schöne helle Mondlichtnacht diese Nacht.“).

## Grammatik
Da Scots und Englisch sprachlich verwandt sind und beide auf germanische Ursprünge zurückgehen, ist die Struktur des Scots und des britischen Englisch ähnlich. Zusätzlich üben noch das schottische Englisch und verschiedene Formen des umgangssprachlichen Englisch Einfluss auf Scots aus. All dies führt dazu, dass die Abweichungen des Scots vom Englischen in Bezug auf Morphologie und Syntax recht gering ist. Dennoch gibt es einige Phänomene, die speziell das Scots auszeichnen.

### Morphologie
Neben der Pluralbildung durch das Suffix -s gab es in Scots noch weitere Formen der Pluralbildung, so z. B. -n. Erhalten hat sich diese Pluralform in een (dt. ‚Augen‘) von Singular ee (dt. ‚Auge‘), ansonsten ist diese Form der Pluralbildung in modernem Scots auf dem Rückzug. Auch der im Deutschen ebenfalls verwendete Umlaut ist für die Pluralbildung im traditionellen Scots noch produktiv: der Plural von coo (dt. ‚Kuh‘) ist kye (dt. ‚Kühe‘). Auch der sogenannte Nullplural, bei dem Singular und Plural eines Wortes identisch sind, ist in Scots noch verbreitet.
Ferner gibt es in Scots die relativ häufige Tendenz, Diminutive zu bilden, wie etwa lassie statt lass. Die häufigste Diminutivform in Scots ist -ie, weitere Formen sind -ock und in Caithness -ag. Auch Kombinationen sind möglich, wie etwa lassockie.

### Syntax
Auffällig sind die Unterschiede zwischen Englisch und Scots im Verbsystem. So ist es im Gegensatz zum Standardenglisch in Scots möglich, die Verlaufsform (progressive) auch mit statischen Verben wie think zu bilden. I am thinking wäre im Standardenglischen ungrammatisch, in Scots ist es möglich. Auch beim Perfekt gibt es einige Eigenheiten, so ist es in Insular Scots möglich, das Verb be auch in Sätzen wie I'm worked here dis twinty year zu verwenden, wo im Standardenglisch das Hilfsverb have eingesetzt würde. Einige Dialekte des Scots in Zentral- und Südschottland sowie das Ulster Scots erlauben ferner doppelte Modalverben wie in A'll kin see him the morn (dt. ‚ich werde ihn morgen sehen können‘), in dem die Modalverben will (dt. ‚werden‘) und kin (dt. ‚können‘) miteinander kombiniert werden. In Scots fehlen ferner die Äquivalente zu englischen Modalverben wie shall, may und ought.
Negation wird in Scots unter anderem mit einem Suffix -na umgesetzt, der hauptsächlich an Modalverben gehängt werden kann. Das Äquivalent zu Englisch not ist in Scots no (oder nae im Nordosten).
She's no leaving
She isnae leaving

## Wortschatz

### Lehnwörter
Der nordhumbrische Dialekt des Altenglischen, dem die heutigen schottischen und nordenglischen Dialekte entstammen, hatte aufgrund kultureller Kontakte eine gesteigerte Anzahl an dänischen Lehnwörtern. Deshalb hat Scots beispielsweise die ursprünglich nordische Form kirk für „Kirche“ (englisch church). Ferner besitzt Scots einige wenige Lehnwörter aus dem Gälischen; ein Beispiel ist braw (schön).
Weitere häufige Wörter sind wee (klein), was in der schottischen Kindersprache eine interessante Verdoppelung als verharmlosendes Toilettenlexem erfährt: wee-wee (Harnstrahl); bonnie (hübsch), ein Lehnwort aus dem Französischen (bonne), das vielleicht aus der Zeit der „Auld Alliance“ zwischen Schottland und Frankreich gegen England hervorgeht; und das gälische Lehnwort loch (See), meistens ein Süßwassersee, aber auch in der Verbindung sealoch als Bezeichnung für die westschottischen „Fjorde“. Französische Lehnworte sind seltener als im Englischen (siehe Beispiele rechts).
Typisch nordostschottisch (Aberdeen und Umgebung) sind die Bezeichnungen loon (Knabe) und quine (Mädchen), letztere verwandt mit altnordisch kvinna (Frau) und englisch queen (Königin), aber schon im Altenglischen ein getrenntes Lexem. Auch nordostschottisch ist der Wandel des behauchten /wh/ zu einem /f/: fit = Centralbelt whit (englisch what) (Grußformel in Aberdeen: fit like? etwa „wie geht’s?“).
Einige Beispiele sind jedoch meistens tendenzielle Präferenzen. Man zieht gern die Gleichung: englisch know = Scots ken. Dies trifft zu, verbirgt aber die Tatsache, dass ken auch im Standardenglischen existiert mit anderer Bedeutung (ken mit der Bedeutung „kennen“ findet sich im englischen Wörterbuch mit der Bezeichnung „schottisch“), während auch knaw im Concise Scots Dictionary steht, freilich im Schottischen nur noch archaisch ist. Was stimmt, ist, dass die Schotten ken häufig benutzen, die Engländer seltener. In Nordost-Schottland wird die Floskel Ken this? gerne als Satzeinleitung verwendet, wie etwa englisch Know what? Andere Wörter, die gemeinhin als Scots gelten, doch ebenfalls zur Dichtersprache des Standardenglischen zählen, sind aye (ja), lad(die) (Knabe), lass(ie) (Mädchen).

### Schwund des Scots-Wortschatzes
In Studien des modernen Scots haben Linguisten beobachtet, dass der dem Scots eigene Wortschatz schwindet. Scots-Sprecher heute sind in der Regel bilingual und sowohl des Scots als auch einer Variante des Englischen mächtig. Als Resultat gehen immer mehr typische Ausdrücke des Scots verloren, weil sie in der gesprochenen Sprache durch englische Äquivalente ersetzt werden. Dies ist unter anderem auch der Tatsache geschuldet, dass Scots-Sprecher in vielen Alltagssituationen ins Standardenglische wechseln müssen, um sich gegenüber Nicht-Scots-Sprechern verständlich zu machen. Caroline Macafee bilanziert, dass in großen Teilen der Lowlands Scots bereits im fortgeschrittenen Stadium des Sprachtods ist, und Teil dieses Prozesses ist der Verlust des Wortschatzes. Sie schreibt ferner in ihrer Studie des Scots in der Arbeiterklasse Glasgows, dass ein eigener Wortschatz des Scots zunehmend schwindet, während Grammatik und Wortbildung noch relativ gut erhalten sind.

## Beispiele

### Textprobe
Die Weihnachtsgeschichte (Mt 1,18ff ) aus der Lorimer Bible (20. Jh., Ostmittelschottisch):
This is the storie o the birth o Jesus Christ. His mither Mary wis trystit til Joseph, but afore they war mairriet she wis fund tae be wi bairn bi the Halie Spírit. Her husband Joseph, honest man, hed nae mind tae affront her afore the warld an wis for brakkin aff their tryst hidlinweys; an sae he wis een ettlin tae dae, whan an angel o the Lord kythed til him in a draim an said til him, “Joseph, son o Dauvit, be nane feared tae tak Mary your trystit wife intil your hame; the bairn she is cairrein is o the Halie Spírit. She will beir a son, an the name ye ar tae gíe him is Jesus, for he will sauf his fowk frae their sins.”
Aa this happent at the wurd spokken bi the Lord throu the Prophet micht be fulfilled: Behaud, the virgin wil bouk an beir a son, an they will caa his name Immanuel – that is, “God wi us”.
Whan he hed waukit frae his sleep, Joseph did as the angel hed bidden him, an tuik his trystit wife hame wi him. But he bedditna wi her or she buir a son; an he caa’d the bairn Jesus.
In diesem Textauszug kommt kein Lexem vor, das der englischen Sprache völlig fremd ist, doch mehrere Formen entsprechen veralteten oder seltenen englischen Vokabeln oder werden leicht anders eingesetzt als in der Schriftsprache: tryst (Abmachung), ettle (versuchen, beabsichtigen), kithe (zeigen), bouk (Bauch), bairn (Kind). Hidlinweys ist eine nur im Dialekt vorkommende Bildung aus englisch hidden und way (etwa: verborgenerweise), mit der Bedeutung „heimlich“. O und wi entsprechen englisch of und with sowie een englisch even, doch frae ist mit dem naheliegenden from nur indirekt verwandt und entspricht vielmehr englisch fro. Die Negation bedditna entspricht englisch: bedded not. Wo Englisch ein stummes <gh> hat, wird in Scots <ch> geschrieben und wie im deutschen gesprochen: micht (englisch might, deutsch möchte); wo der ch-Laut nicht vorkommt, lässt der Autor den stumm gewordenen Konsonanten ganz weg: throu (gesprochen genau wie Standardenglisch through). Ansonsten beobachtet man in diesem Text vor allem die Effekte des Tudor Vowel Shifts, einer Vokalverschiebung der frühen Neuzeit, die in Schottland und Nordengland anders verlaufen ist als im Süden. Die Unterschiede im Lautsystem zeigen sich aber nur teilweise in der Schrift, da die englische Schreibweise sehr konservativ ist.

## Schrifttum

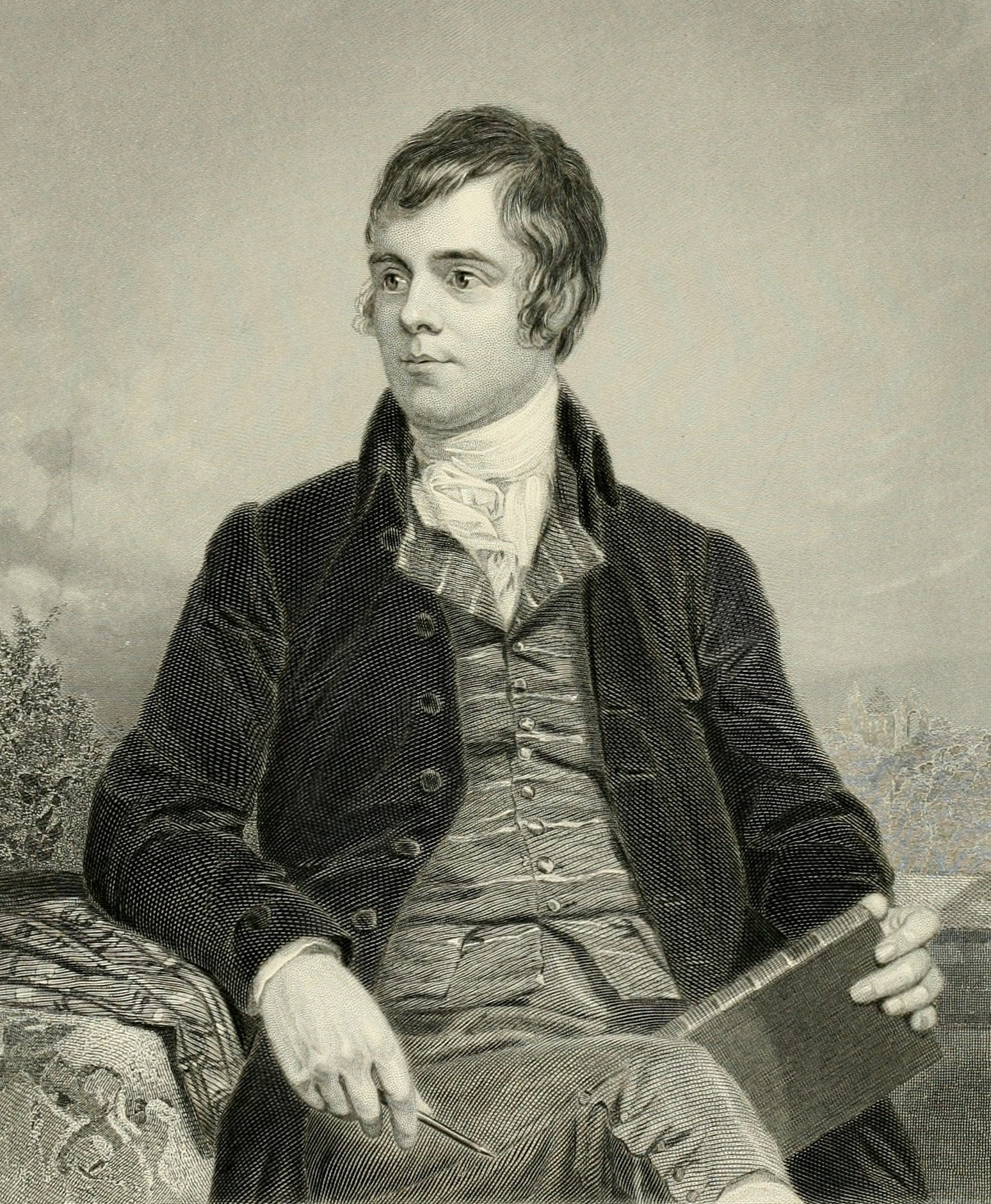
Robert Burns schrieb seine Lyrik in Scots

Schottland hat zur englischen Literatur einen verhältnismäßig starken Beitrag geleistet, doch hauptsächlich in der englischen Standardsprache. Scots wird vergleichsweise selten in der Literatur verwendet. Im Mittelalter hatte jede Gegend nur die eigene Sprachform geschrieben, so schrieben die Renaissance-Dichter Robert Henryson und William Dunbar eine Frühform von Scots (die sie aber inglis nannten). Als Hochzeit des Scots kann die Zeit zwischen dem 15. und dem 17. Jahrhundert gelten, als eine relativ standardisierte Version Prestigesprache des Adels und Bürgertums und Sprache der offiziellen Verwaltung des Königreiches war. Seit Einführung des Buchdrucks begann aber der Übergang zu standardenglischen Formen und Scots wurde nur dann geschrieben, wenn man aus romantischen Gründen eine ländliche Idylle heraufbeschwören will, oder die Nostalgie oder die Heimatverbundenheit zum Ausdruck bringen will. Folglich ist Scots vor allem eine Sprache für die Lyrik, wie etwa in dem jakobitischen Spottlied Cam Ye O’er Frae France aus dem frühen 18. Jahrhundert; Dialektdichtung gewann zum ersten Mal breitere Beliebtheit, als Robert Burns im späten 18. Jahrhundert Volkslieder in der bäuerlichen Volkssprache veröffentlichte und diese in seinen eigenen Gedichten nachahmte. Burns gilt als der größte Dialektschreiber Schottlands. In anderen Formen wird Scots sehr selten benutzt. In schottischen Romanen findet man typischerweise Scots in den Dialogen, aber nicht in der Erzählung – das klassische Beispiel ist hier Sir Walter Scott. Als die Bibelübersetzung von Lorimer (siehe oben) 1983 erschien, fand sie einen großen Anklang, wurde jedoch vor allem in nostalgischen, volkstümlichen Versammlungen vorgelesen, selten in den Kirchen.
Im frühen 20. Jahrhundert versuchte die Lallans Society, Elemente der verschiedenen Dialekte zusammenzutragen, um eine auch für formelle Zwecke schriftfähige Sprache zu produzieren. Bewusst versuchte man, veraltetes Wortgut wieder lebendig zu machen, um die Unterschiede zwischen Scots und Englisch frappanter zu machen. Hugh MacDiarmid ist das bekannteste Beispiel eines Schreibers, der sein Scots nicht nur aus dem eigenen Umfeld zieht, sondern aus Wörterbüchern ausschmückt. Es ist jedoch bezeichnend, dass MacDiarmid nur wegen seiner Lyrik berühmt ist. Insgesamt fand die Lallans Society wenig Anklang, da die Mehrzahl der Sprecher die Sprachform als Schriftsprache ablehnte.
Seit der Eröffnung des schottischen Parlaments (1999) scheint es erneute Versuche zu geben, Scots für formelle Zwecke einzusetzen. So trägt die Website des Parlaments versuchsweise Übersetzungen einiger juristischer Texte ins Scots. Es bleibt abzuwarten, wie diese Texte von der Bevölkerung aufgenommen werden. Von der Presse werden sie im Großen und Ganzen belächelt.

## Forschung
Heutiges und historisches Scots sind unterschiedlich erforscht. Einer der ehrgeizigsten Versuche, die regionale Variation in Scots zu erforschen, war der Linguistic Survey of Scotland an der Universität von Edinburgh, als dessen Ergebnis der Linguistic Atlas of Scotland entstand. Die anderen zentralen Forschungsprojekte zu Scots im 20. Jahrhundert waren das Scottish National Dictionary (SND) und das Dictionary of the Older Scottish Tongue (DOST), wobei das erstere den Zeitraum von 1700 bis ins 20. Jahrhundert abdeckte, während das letztere den Scots-Wortschatz von 1375 bis 1700 abzudecken suchte. Beide Forschungsprojekte sind unter einem Dach als Scottish Language Dictionaries nun vereint. All diese Forschungsansätze konzentrierten sich hauptsächlich auf das Broad Scots im ländlichen Raum. Ende des 20. Jahrhunderts wandte sich die Forschung stärker dem urbanen Scots zu.
Scots war ebenso wie schottisches Englisch Anfang des 21. Jahrhunderts ein noch wenig erforschtes Gebiet. Ein viel versprechendes weiteres Forschungsprojekt ist die Erstellung eines Korpus, einer Sammlung sprachlicher Beispiele des Scots, das SCOTS-Korpusprojekt an den Universitäten Glasgow und Edinburgh.

### Allgemeine Beschreibungen und Grammatiken

#### Allgemeine Beschreibungen
- Alexander Bergs: Modern Scots. 2. Auflage. Lincom Europa, München 2005.
- John Corbett, J. Derrick McClure, Jane Stuart-Smith (Hrsg.): The Edinburgh Companion to Scots. Edinburgh University Press, Edinburgh 2003, ISBN 978-0-7486-1596-4.
- Charles Jones: The English Language in Scotland: An Introduction to Scots. Tuckwell, East Linton 2002.
- J. Derrick McClure: Scots and its Literature (= Varieties of English Around the World. Band 14). Benjamins, Amsterdam/Philadelphia 1995.
- Robert McColl Millar: Modern Scots: An Analytical Survey. Edinburgh University Press, Edinburgh 2018, ISBN 978-1-4744-1687-0.
- David Murison: The Guid Scots Tongue. 2. Auflage. William Blackwood, Edinburgh 1977, 1978 (mit Nachdrucken).

#### Gesamtschottische Grammatiken
- William Grant, James Main Dixon: Manual of Modern Scots. Cambridge 1921 (detaillierte, noch immer Maßstäbe setzende Übersicht).
- David Purves: A Scots Grammar. Scots Grammar and Usage. 2., überarbeitete und erweiterte Auflage. The Saltire Society, Edinburgh 2002.

#### Ortsgrammatiken
- Eugen Dieth: A Grammar of The Buchan Dialect (Aberdeenshire). Vol. 1: Phonology – Accidence. Diss. W. Heffer & Sons, Zürich/Cambridge 1932 (bis heute die ausführlichste Darstellung der Grammatik eines schottischen Dialekts).
- T. A. Robertson, John J. Graham: Grammar and Use of the Shetland Dialect. 2. Auflage. The Shetland Times, Lerwick 1952, 1991.
- Paul Wettstein: The Phonology of a Berwickshire Dialect. Schüler S. A., Biel 1942.
- James Wilson: Lowland Scotch as Spoken in the Lower Strathearn District of Perthshire. Oxford University Press, London 1915.
- James Wilson: The Dialect of Robert Burns as Spoken in Central Ayrshire. Oxford University Press, London 1923.
- James Wilson: The Dialects of Central Scotland [Fife and Lothian]. Oxford University Press, London 1926.
- Rudolf Zai: The Phonology of the Morebattle Dialect, East Roxburghshire. Räber & Co., Lucerne 1942.

### Lehrbücher
- L. Colin Wilson: The Luath Scots Language Learner. Luath Press, Edinburgh 2002.

### Wörterbücher
- The Scottish National Dictionary. Designed partly on regional lines and partly on historical principles, and containing all the Scottish words known to be in use or to have been in use since c. 1700. hrsg. von William Grant und David D. Murison. Bände I–X. Edinburgh 1929–1976 (das umfassendste Wörterbuch der schottischen Mundarten).
- The Dictionary of the Older Scottish Tongue from the Twelfth Century to the End of the Seventeenth. Hrsg. von William A. Craigie u. a. Bände I–XII. Oxford University Press, Oxford 1931–2002.
- The Concise Scots Dictionary. Leitende Herausgeberin: Marie Robinson. Aberdeen 1985 bzw. Edinburgh 1996.

### Sprachgeschichte
- A. J. Aitken: The Older Scots Vowels: A History of the Stressed Vowels of Older Scots from the Beginnings to the Eighteenth Century. Hrsg. von Caroline Macafee. The Scottish Text Society, Glasgow 2002.
- Billy Kay: Scots. The Mither Tongue. London 1986 (seither erneut aufgelegt).